# Caryanda quadrata
Caryanda quadrata is een rechtvleugelig insect uit de familie veldsprinkhanen (Acrididae). De wetenschappelijke naam van deze soort is voor het eerst geldig gepubliceerd in 1984 door Bi & Xia.
1. ↑  (en) Caryanda quadrata op de IUCN Red List of Threatened Species.